# Art virtual
L'art virtual és un terme que s'utilitza per a la virtualització de l'art, creat a partir de mitjans de comunicació tècnics desenvolupats a finals dels anys 80 (o anys abans, en alguns casos).
La primera exposició d'obres d'art virtual, fetes mitjançant el programa MacPaint de les primeres computadores dotades de mouse, va ser realitzada l'any 1986, a la Galeria Santa Fe de Bogotà del Planetari Distrital de Bogotà, Colòmbia, pel poeta i pintor Rafael Patiño Góez. L'exposició va consistir en una sèrie d'obres denominades "Cibergrafías" i a causa del caràcter mefistofèlic de les obres i la seva semblança amb l'Obra Negra de Goya, va ser batejada com a "Homenatge a Goya". Aquesta, incloïa interfícies d'home-màquina, la visualització de caves de vi, espectacles i pantalles estereoscòpiques, pintura i escultura digital, productors de sons tridimensionals, sensors de posició, sistemes de retroalimentació tàctil i elèctrica, entre d'altres.
El terme d'art virtual engloba una àmplia gamma de mitjans i és utilitzat en enfocaments específics dins del mateix. La majoria de l'art contemporani s'ha convertit, segons Frank Popper, virtualitzat.

## Definició
L'art virtual pot ser considerat com una forma d'art post-convergent basat en la unió de l'art i la tecnologia, a més de contenir totes les interfícies anteriorment esmentades com a subjuntes. Aquest enfocament en l'art i la tecnologia és àmpliament desenvolupat al llibre de Jack Burnham (Beyond Modern Sculpture 1968) i Gene Youngblood (Expanded Cinema 1970). Com que l'art virtual està conformat per la realitat virtual, la realitat augmentadao la realitat mixta, pot ser present en altres aspectes de producció com els videojocs i pel·lícules.
En el seu llibre From Technological to Virtual Art, Frank Popper assenyala el desenvolupament del nou mitjà d'art, immersiu i interactiu des dels seus començaments en antecedents històrics fins a l'art digital del moment, art en computadora, art cibernètic, multimèdia i net art. Popper demostra que l'art virtual contemporàni és un avanç més refinat de l'art tecnològic de finals del segle xx, com també una branca del mateix. El que és destacable en aquest nou mitjà d'art, en la seva opinió, és la humanització de la tecnologia, a més de l'èmfasi assolida en l'interactivitat amb els usuaris, les seves recerques filosòfiques del que és real i virtual, així com la seva naturalesa multisensorial. L'escriptor sosté que la característica que distingeix als artífexs de l'art virtual d'aquells que practiquen l'art tradicional és el seu idèntic compromís amb l'estètica i la tecnologia. Els seus objectius "extra-artístics" - vinculats amb els seus ideals estètics - tenen en compte no només la ciència i la societat sinó també les necessitats bàsiques humanes i els seus principals objectius.
Per definir i il·lustrar la creixent importància rebuda per la tecno-estètica, Popper ressalta l'extens i multi-generacional abast de l'art virtual. Pel que fa a l'art virtual, es destaca la necessitat d'una ment oberta en quant al punt de vista dels artistes i la seva creativitat així com en els pensaments i les accions recíproques dels usuaris. Aquest compromís amb el respecte mutu trobat en l'art virtual pot ser referit en les teories d'Umberto Ressò i molts altres esteticistes.

## Art virtual enmons virtualsi entreteniment
L'art virtual pot ser vist en metaversos com Second Life i Inworldz, on es creen ambients virtuals que atorguen llibertat infinita als usuaris, els quals són representats en el mitjà digital per un avatar. Al món virtual, les habilitats d'un avatar van des d'un passeig caminant fins a volar. Els escenaris i l'entorn de tals ambients són similars als del món real, a excepció que aquest món pot ser alterat per l'avatar. Mons com Inworldz i Second Life ofereixen un editor que permet a l'usuari personalitzar la seva pròpia experiència de la manera que li agradi més. L'usuari es delimita de lleis físiques o improbabilitats que pugui enfrontar al món real.
L'art virtual està compost per molts programes de computadores sense límits, d'aquesta manera es permet l'ús de mitjans com animacions, pel·lícules, jocs de computadora i molts més. A mesura que cada cop és més important i popular, suposa un nombre més gran de persones que viuen altres realitats al món virtual. Els recents avenços en tecnologia virtual han produit una ràpida transformació i evolució en l'art, des de representacions simples de 8 bits fins a models 3D creat per milions de polígons.

## Art virtual en videojocs i pel·lícules més populars
- Final Fantasy
- The Sims
- Heavy Rain
- Metall Gear Solid
- The Matrix
- Terminator
- Avatar
- The Elder Scrolls
- Minecraft

## Artistes més notables en la producció de l'art virtual
- Mark Amerika
- Maurice Benayoun
- Shawn Brixey
- Geoff Bunn
- Miguel Chevalier
- Harold Cohen
- Susan Collins
- Brody Condon
- Edmond Couchot
- Char Davies
- Elizabeth Diller and Ricardo Scofidio
- Pascal Dombis
- Ken Feingold
- Ebon Fisher
- Scott Fisher
- Alex Galloway
- Ken Goldberg
- Valéry Grancher
- Genco Gulan
- Lynn Hershman
- Hugo Heyrman
- Perry Hoberman
- Jenny Holzer
- G.H. Hovagimyan
- Jodi
- Eduardo Kac
- Knowbotic Research
- Ken Rinaldo
- John Klima
- Myron Krueger
- Brenda Laurel
- George Legrady
- Takahiko Iimura
- Margot Lovejoy
- Rafael Lozano-Hemmer
- John Maeda
- Michael Naimark
- Joseph Nechvatal
- Orlan
- Mark Pauline
- Simon Penny
- Michael Rees
- Miroslaw Rogala
- David Rokeby
- Stefan Roloff
- Joachim Sauter
- Julia Scher
- Paul Sermon
- Jeffrey Shaw
- Wolfgang Staehle
- Stelarc
- Stahl Stenslie
- Karl Sims
- Nicole Stenger
- Igor Stromajer
- Mark Tribe
- Roman Verostko
- Tamas Waliczky
- Peter Weibel